# Colonne commémorative de Montmirail
La colonne commémorative de Montmirail, aussi appelée colonne de Montmirail Marchais-en-Brie, est une colonne de style néo-classique élevée pour commémorer la victoire des troupes napoléoniennes contre les troupes russo-prussiennes lors de la bataille de Montmirail dans la Marne et les autres victoires françaises du mois de février 1814 lors de la campagne des Six-Jours. 
Construite sous le Second Empire à la limite des communes de Montmirail (Marne) et Dhuys-et-Morin-en-Brie (Aisne), à l'emplacement où se tenait Napoléon Ier lors de la bataille, elle est inscrite au titre des monuments historiques depuis décembre 2012.

## Histoire
En 1864, sous le Second Empire, un architecte de Château-Thierry, un dénommé Morsaline, propose de réunir des fonds pour construire un monument pour célébrer ces victoires. Son projet d'une pyramide n'est pas retenu et l'empereur Napoléon III lui suggère une colonne corinthienne. Elle est érigée dans le courant de l'année 1866 à l'endroit précis où se tenait l'empereur Napoléon Ier au plus fort de la bataille. L'aigle impérial en fonte aciérée qui couronne la colonne est sculpté et offert par le surintendant des Beaux-Arts, le comte Émilien de Nieuwerkerke et fondu par JJ Dugel et fils à Paris.  

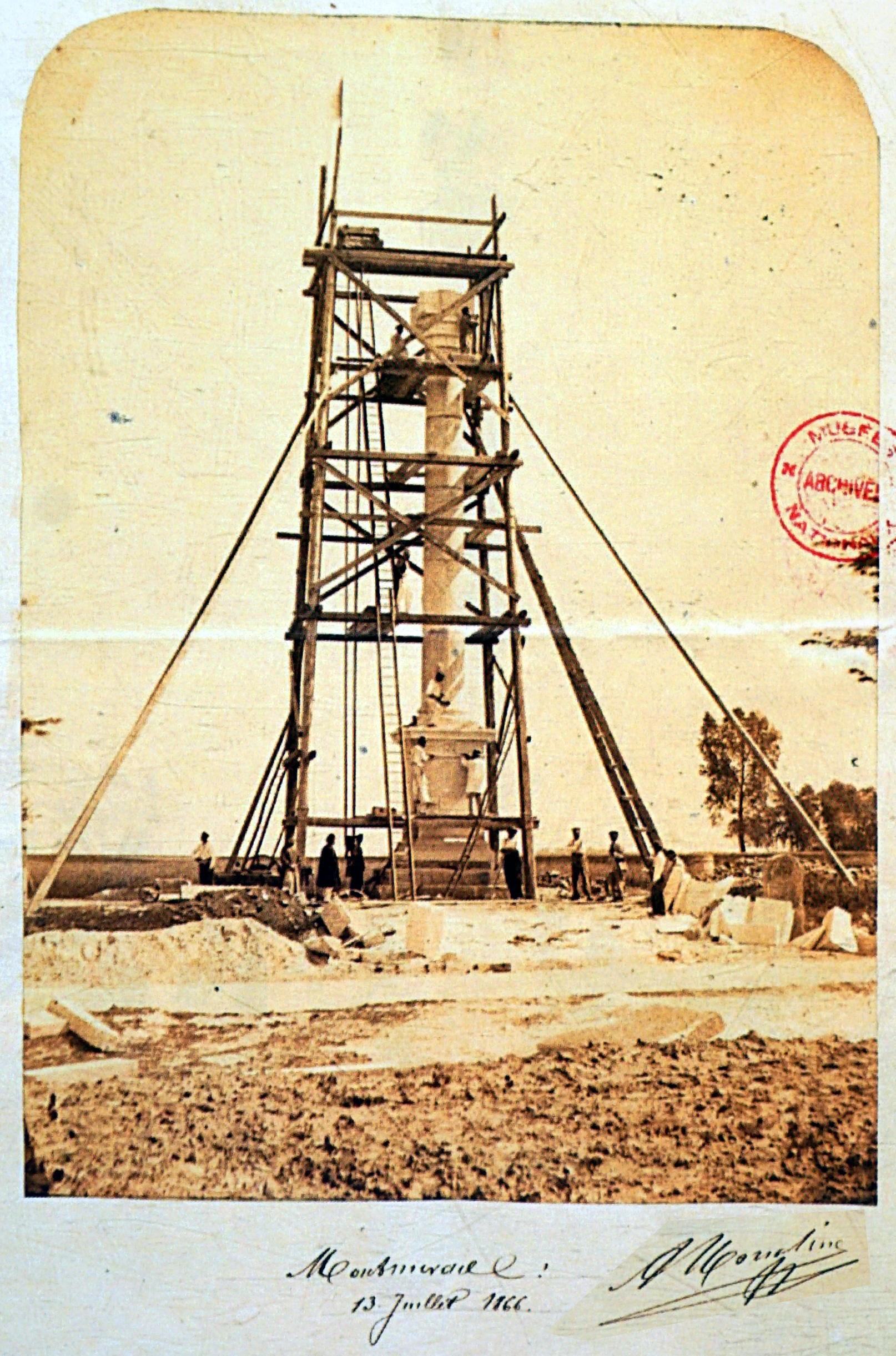
La colonne, lors de son érection le 13 juillet 1866, photographie de A. Morsaline.

Le monument coûte 15 000 F de l'époque. L'empereur apporte 4 000 F, l'architecte abandonne sa créance et le reste est financé par une souscription lancée sur les deux départements et par une subvention du conseil général de l'Aisne. Parmi les souscripteurs, on retrouve de nombreuses communes de l'Aisne, des généraux et officiers de l'armée. Le Conseil général de la Marne et plusieurs communes de ce département ayant déjà souscrit pour la construction de la colonne commémorative de Champaubert, ne resouscrivirent pas pour celle de Montmirail.  
Le monument est inauguré le 11 février 1867, date anniversaire de la bataille, en présence d'une foule importante. La cérémonie est présidée par Nieuwerkerke, représentant l'Empereur. 
La colonne a fait l'objet depuis de trois restaurations :
- en 1914, avec brossage de la colonne, pose de nouvelles grilles et dorure de l'aigle ;
- en 1958, brossage de la colonne, réparation des marches et dorure de l'aigle in situ[3] ;
- en 2013 et 2014, pour le bicentenaire avec brossage de la colonne et dépose de l'aigle pour réparation (il est abimé par une balle) et dorure[3].

La colonne est inscrite au titre des monuments historiques le 31 décembre 2012 pour le département de la Marne et seulement le 23 mai 2014 pour celui de l'Aisne.

## Descriptif
La colonne se trouve sur une petite butte, au lieu-dit « les Corvées », en bordure de la route départementale 933 (ex route nationale 33), à cheval entre les départements de la Marne (commune de Montmirail) et de l'Aisne (commune de Dhuys-et-Morin-en-Brie).  
Haute de 18 mètres, de style corinthien, elle est faite en pierre d'Euville. Son piédestal est quadrangulaire et son fût est orné sur toute sa hauteur de cannelures à côtes saillantes. Il est surmonté d'un chapiteau en pierre de Savonnières sculpté de trois rangées de feuilles avec volutes. Un cône de pierre placé sur ce chapiteau supporte un aigle doré en fonte dont les serres agrippent une sphère. Ses ailes sont à demi déployées avec la tête tournée vers l'est.
L'envergure de l'aigle est de 1,30 m, sa hauteur de 1,42 m et il pèse 500 kg.
Le piédestal porte sur trois de ses faces, les dates et les noms des batailles : 
- « 1814 - 10 FEVRIER - CHAMPAUBERT - 14 FEVRIER - VAUCHAMPS »
- « 1814 - 11 FEVRIER - MONTMIRAIL MARCHAIS »
- « 1814 - 12 FEVRIER - LES CAQUERETS NESLE CHATEAUTHIERRY »

et sur la quatrième face : 
- « 1866 - 15 AOUT - CE MONUMENT A ETE ELEVE PAR LES ORDRES DE L'EMPEREUR NAPOLEON III - C'EST DE CETTE PLACE QUE L'EMPEREUR NAPOLEON Ier COMMANDA SON ARMEE LE 11 FEVRIER 1814 »

Une strophe du poème l'Hymne (Les Chants du crépuscule, 1835)  de Victor Hugo est gravée sur une plaque de marbre adossée à sa base : 
« Ainsi, quand de tels morts sont couchés dans la tombe,

En vain l'oubli, nuit sombre où va tout ce qui tombe,

Passe sur leur sépulcre où nous nous inclinons ;

Chaque jour, pour eux seuls se levant plus fidèle,

La gloire, aube toujours nouvelle,

Fait luire leur mémoire et redore leurs noms ! »

## Galerie de photos

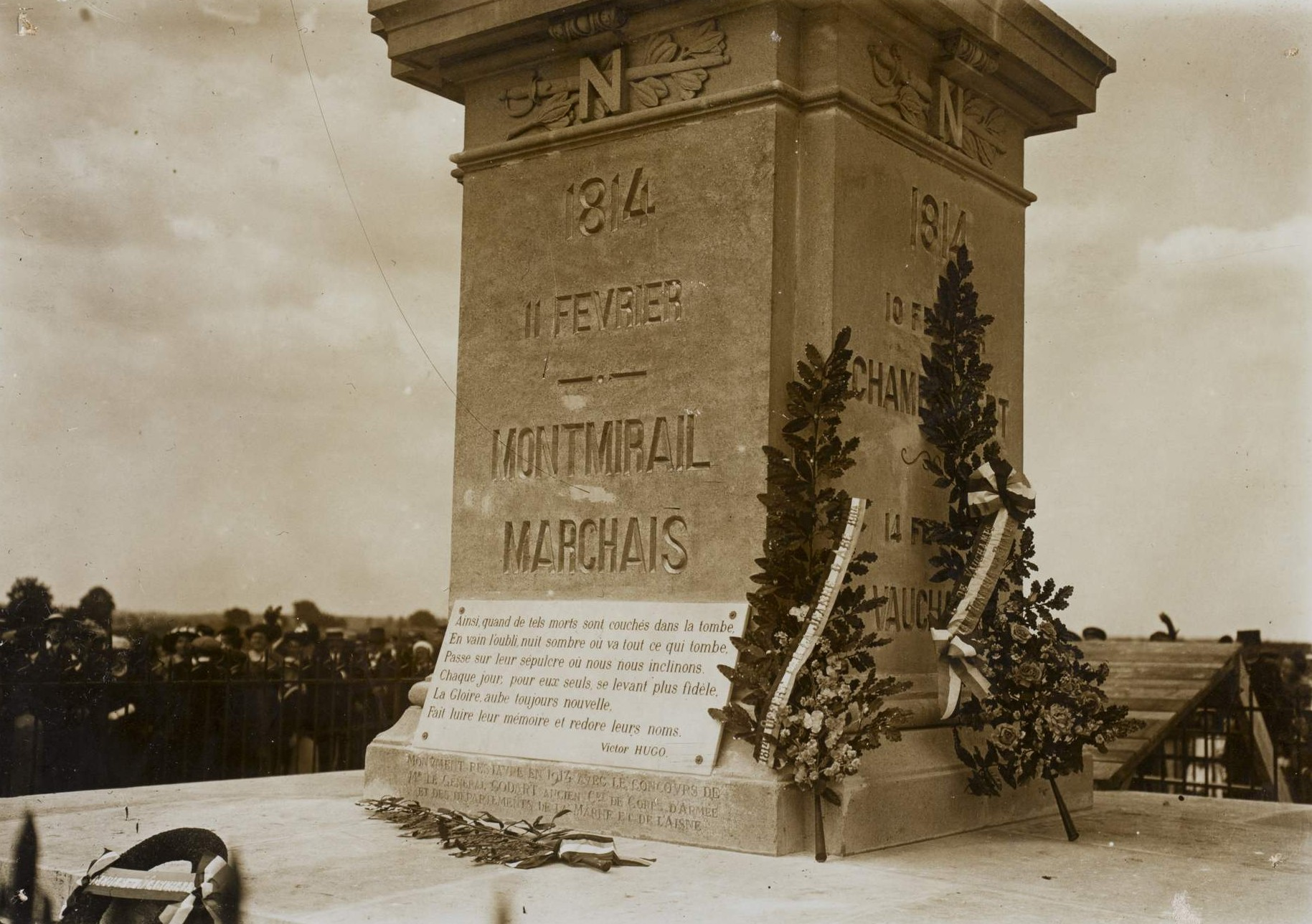
Fête du centenaire en 1914.
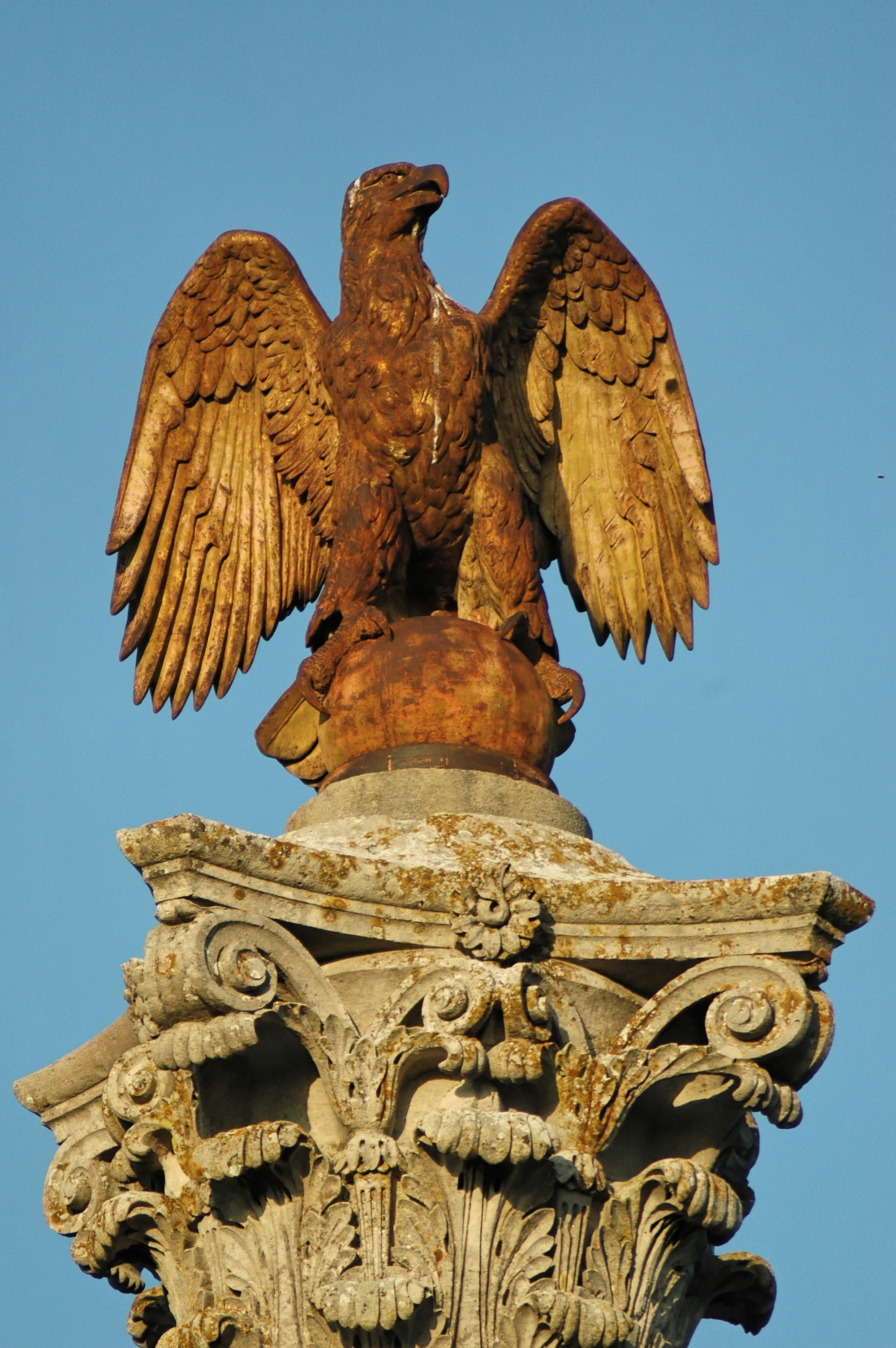
L'aigle napoléonien au sommet de la colonne.
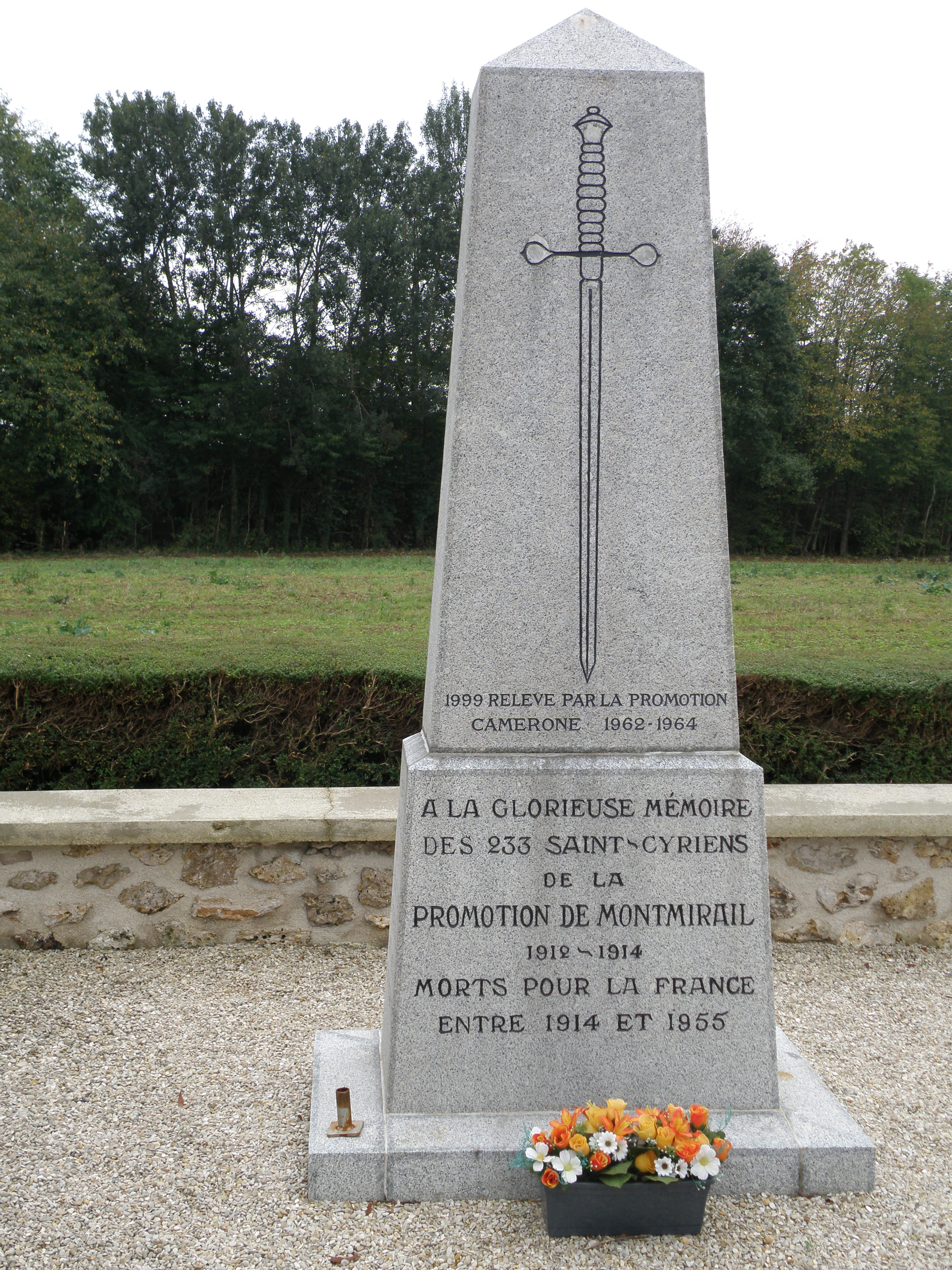
Situé juste de l'autre côté de la route, le monument aux morts de la promotion Montmirail de l'école militaire de Saint-Cyr.